# Andy Serkis
Vous pouvez aider à l'améliorer ou bien discuter des problèmes sur sa page de discussion.
- Il ne cite pas suffisamment ses sources. Vous pouvez indiquer les passages à sourcer avec {{référence nécessaire}} ou {{Référence souhaitée}}, et inclure les références utiles en les liant aux notes de bas de page. (Marqué depuis juin 2025)
- Certaines informations devraient être mieux reliées aux sources mentionnées dans la bibliographie ou les liens externes. Améliorez sa vérifiabilité en les associant par des références. (Marqué depuis juillet 2018)

- Archive Wikiwix
- Bing
- Cairn
- DuckDuckGo
- E. Universalis
- Gallica
- Google
- G. Books
- G. News
- G. Scholar
- Persée
- Qwant
- (zh) Baidu
- (ru) Yandex
- (wd) trouver des œuvres sur Wikidata

Andy Serkis est un acteur, réalisateur et producteur britannique, né le 20 avril 1964 à Ruislip (Grand Londres).
Très actif dans les rôles tournés avec la capture de mouvement, il se fait connaître grâce à son interprétation de Gollum dans la trilogie du Seigneur des Anneaux de Peter Jackson entre 2001 et 2003. Jackson fait de nouveau appel à lui en 2005 pour incarner les deux rôles de l'imposant gorille King Kong et du cuisinier Lumpy dans la reprise du film homonyme de 1933. Toujours dans la capture de mouvement, il incarne pour le studio de jeux vidéo Ninja Theory les rôles du roi Bohan dans Heavenly Sword en 2007, et celui de Monkey dans Enslaved: Odyssey to the West en 2010.
Si en 2011, Steven Spielberg  fait de lui son Capitaine Haddock dans Les Aventures de Tintin : Le Secret de La Licorne, Andy Serkis tient le rôle du singe César dans le premier volet de la 2e série de films La Planète des singes, qui connait deux suites en 2014 et 2017, avec toujours Serkis dans le rôle principal. 
En parallèle, s'il reprend en 2012 le rôle de Gollum pour les besoins du film Le Hobbit : Un voyage inattendu, il intègre en 2015 deux importantes franchises : l'univers cinématographique Marvel dans lequel il incarne Ulysses Klaue dans Avengers : L'Ère d'Ultron, personnage qu'il reprend en 2018 dans Black Panther et en 2021 dans What If...?, ainsi que Star Wars, pour laquelle, encore une fois grâce à la technique de capture de mouvement, il devient le suprême leader Snoke dans la troisième trilogie de Star Wars jusqu'en 2019. En 2022, il interprète Alfred Pennyworth dans le film The Batman de Matt Reeves, ainsi que Kino Loy, un superviseur prisonnier, dans la série Star Wars Andor.
Il entame sa première réalisation en 2017 avec le film Breathe, puis sa seconde l'année d'après avec Mowgli : La Légende de la jungle, qui le voit également tenir le rôle de l'ours Baloo. En 2021, il réalise le film Venom: Let There Be Carnage.
En 2011, il fonde avec Jonathan Cavendish (en), la compagnie The Imaginarium (en) qui explore la technologie de la capture de mouvement.

## Biographie

### Jeunesse et débuts d'acteur
Issu d'une famille de cinq enfants, Andy Serkis est né et a grandi à Ruislip Manor dans le borough londonien de Hillingdon, à l'ouest de Londres. Son père, Clement Serkis (Sarkissian), était un gynécologue arménien d'Irak tandis que sa mère Lylie (née Weech), anglaise, a été enseignante pour enfants handicapés.
Attiré par les arts visuels dès son plus jeune âge, Andy Serkis envisage d'abord une carrière dans la peinture. Il découvre néanmoins le théâtre lors de ses études à Lancaster et, séduit, s'oriente dans cette voie. D'abord technicien, il devient ensuite acteur et joue bénévolement dans de nombreuses pièces dès 1985. S'ensuit une longue carrière à la télévision britannique où il rencontre le réalisateur David Hayman qui lui offre son premier rôle au cinéma avec The Near Room en 1995.

### Révélation par la capture de mouvement

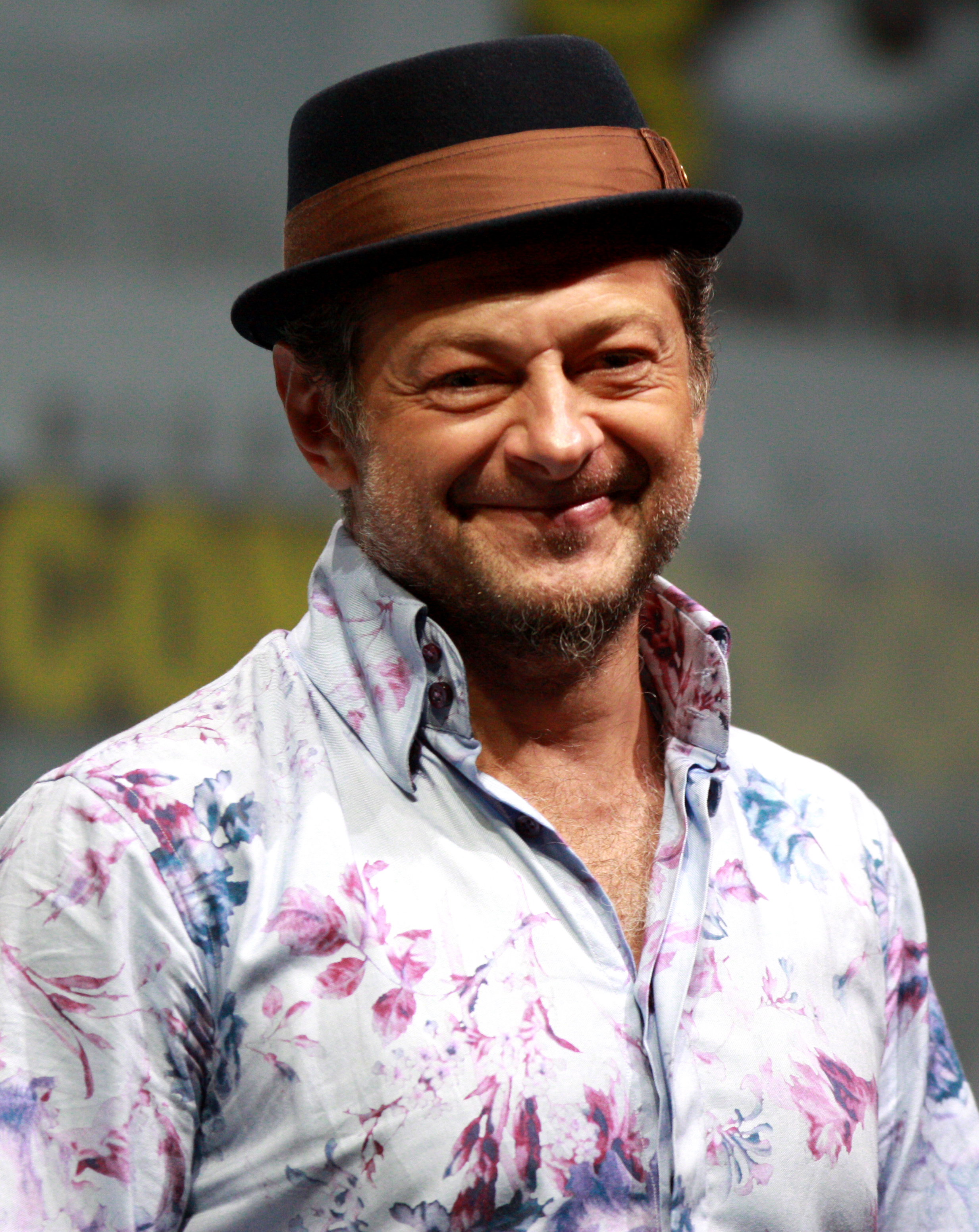
Andy Serkis lors du Comic-Con 2013 à San Diego.

Après une série de longs métrages plus ou moins importants, Andy Serkis obtient le rôle de sa vie quand Peter Jackson lui confie en 1999 l'interprétation de Gollum dans la trilogie du Seigneur des anneaux. Andy Serkis prête ainsi durant quatre ans sa voix, ses mouvements et ses expressions faciales au personnage créé par Weta Digital.
Jackson et Serkis renouvellent l'expérience en 2005 avec King Kong : l'acteur incarne cette fois le célèbre gorille géant. Afin de mettre du cœur à son interprétation simiesque, l'acteur s'envola pour le Rwanda — à l'insu de la production — pour vivre un contact direct avec de vrais gorilles de montagne et étudier leur comportement. Il joue également dans le film le cuisinier Lumpy.
Après divers rôles — notamment dans Alex Rider : Stormbreaker ou Le Prestige — Andy Serkis est à l'affiche en 2008 du film Bienvenue au cottage.
Il joue également le rôle du célèbre capitaine Haddock dans Les Aventures de Tintin : Le Secret de La Licorne de Steven Spielberg au côté de Jamie Bell qu'il connaît déjà depuis le tournage de King Kong.
En 2010, il prête ses traits au chimpanzé Caesar dans le film La Planète des singes : Les Origines. Son interprétation remporta un franc succès et relança le débat sur les Oscars au sujet du jeu d'acteur lié à la capture de mouvement. Fin 2011, il accepta de reprendre son rôle dans le film La Planète des singes : L'Affrontement, sorti en 2014.
En 2012, Andy Serkis reprend le rôle de Gollum dans Le Hobbit : Un voyage inattendu de Peter Jackson, pour lequel il est également réalisateur de la seconde équipe. Il réalise ensuite son premier long-métrage, Jungle Book, adaptation du Livre de la jungle pour Warner Bros., dans lequel il joue également le rôle de Baloo, et prévoit de réaliser Freezing Time, un biopic consacré à Eadweard Muybridge. Il fait également partie du casting de Star Wars, épisode VII : Le Réveil de la Force, de nouveau pour un rôle destiné à de la capture de mouvement, celui du suprême leader Snoke.
En 2015, le scénariste et réalisateur Joss Whedon lui donne la possibilité d'évoluer à visage découvert dans son film à succès Avengers : L'Ère d'Ultron. L'acteur prête de nouveau ses traits à ce personnage, celui de Ulysses Klaue, dans Black Panther.
Après avoir officié comme réalisateur de la seconde équipe sur la trilogie Le Hobbit, il fait ses débuts comme réalisateur principal avec Mowgli : La Légende de la jungle. Cependant, la postproduction est très longue. Entre-temps, il tourne donc Breathe, un film biographique sur Robin Cavendish (le père de son associé à Imaginarium, Jonathan Cavendish). Le film sort en 2017, alors même que son adaptation du Livre de la jungle n'est toujours pas sortie. Mowgli : La Légende de la jungle sort finalement sur Netflix en 2018.
Il est ensuite annoncé qu'il mettra en scène la suite de Venom, prévue pour 2021. En novembre 2019, il est révélé qu'Andy Serkis incarnera le rôle d'Alfred Pennyworth dans la nouvelle saga The Batman face à Robert Pattinson, Zoë Kravitz, Paul Dano et Colin Farrell. Il succède ainsi à Michael Gough, Michael Caine, Jeremy Irons et Douglas Hodge.

### L'Imaginarium
En 2011, l'acteur fonde avec le producteur Jonathan Cavendish (en) les The Imaginarium Studios (en) à Londres. Andy Serkis voit dans le procédé de la capture de mouvement un « futur standard », il décide donc de faire un centre des arts et techniques de la capture de mouvement, dans le but de former des acteurs et cinéastes à son utilisation et trouver des moyens de la généraliser, au cinéma comme à la télévision. En 2014, Imaginarium s'apprête à réaliser les remakes de La Ferme des animaux et du Livre de la jungle, pour lesquelles cette technologie colle parfaitement.

## Filmographie

### Acteur

#### Longs métrages
- 1994 : Le Prince de Jutland (Prince of Jutland) de Gabriel Axel : Torsten
- 1995 : The Near Room de David Hayman : Bunny
- 1996 : De la part de Stella (Stella Does Tricks) de Coky Giedroyc : Fitz
- 1997 : Career Girls de Mike Leigh : Mr. Evans
- 1997 : Mojo de Jez Butterworth : Potts
- 1997 : Loop d'Allan Niblo : Bill
- 1998 : Les Géants (Among Giants) de Sam Miller : Bob
- 1998 : The Tale of Sweety Barrett de Stephen Bradley : Leo King
- 1999 : Topsy-Turvy de Mike Leigh : John D'Auban
- 2000 : The Jolly Boys' Last Stand : Spider
- 2000 : Pandemonium (Pandaemonium) de Julien Temple : John Thelwall
- 2000 : Coup pour coup (Shiner) de John Irvin : Mel
- 2000 : Five Seconds to Spare de Tom Connolly : Chester
- 2001 : Le Seigneur des anneaux : La Communauté de l'anneau (The Lord of the Rings: The Fellowship of the Ring) de Peter Jackson : Gollum
- 2002 : 24 Hour Party People de Michael Winterbottom : Martin Hannett
- 2002 : Reconnu coupable (The Escapist) de Gillies MacKinnon : Ricky Barnes
- 2002 : La Tranchée (Deathwatch) de Michael J. Bassett : Pvt. Thomas Quinn
- 2002 : Le Seigneur des anneaux : Les Deux Tours (The Lord of the Rings: The Two Towers) de Peter Jackson : Gollum / Sméagol et Roi-Sorcier d'Angmar (voix)
- 2003 : Le Seigneur des anneaux : Le Retour du roi (The Lord of the Rings: The Return of the King) de Peter Jackson : Gollum / Sméagol et Roi-Sorcier d'Angmar (voix)
- 2004 : 30 ans sinon rien (13 Going On 30) de Gary Winick : Richard Kneeland
- 2004 : Blessed (en) de Simon Fellows : Father Carlo
- 2005 : King Kong de Peter Jackson : Kong / Lumpy
- 2006 : Alex Rider : Stormbreaker de Geoffrey Sax : Mr Grin
- 2006 : Le Prestige (The Prestige) de Christopher Nolan : Mr Alley
- 2006 : Souris City (Flushed Away) de David Bowers et Sam Fell : Spike (voix)
- 2007 : Extraordinary rendition de Jim Threapleton : Maro, Interrogator
- 2007 : Sugarhouse de Gary Love : Hoodwink
- 2008 : Bienvenue au cottage (The Cottage) de Paul Andrew Williams : David
- 2008 : Cœur d'encre (Inkheart) de Iain Softley : Capricorne
- 2010 : Sex & Drugs & Rock & Roll de Mat Whitecross : Ian Dury
- 2010 : Brighton Rock de Rowan Joffé : M. Colleoni
- 2010 : Animaux et Cie (Animals United) de Reinhard Klooss et Holger Tappe : Charles
- 2010 : Cadavres à la pelle (Burke and Hare) de John Landis : William Hare
- 2011 : La Planète des singes : Les Origines (Rise of Planet of the Apes) de Rupert Wyatt : César
- 2011 : Death of a Superhero de Ian Fitzgibbon : Dr. Adrian King
- 2011 : Wild Bill de Dexter Fletcher : Glen
- 2011 : Les Aventures de Tintin : Le Secret de La Licorne (The Adventures of Tintin : The Secret of the Unicorn) de Steven Spielberg : Capitaine Haddock / Sire François de Hadoque
- 2011 : Mission : Noël (Arthur Christmas) de Sarah Smith : chef des Elfes (voix)
- 2012 : Le Hobbit : Un voyage inattendu (The Hobbit: An Unexpected Journey) de Peter Jackson : Gollum
- 2014 : La Planète des singes : L'Affrontement (Dawn of the Planet of the Apes) de Matt Reeves : César
- 2015 : Avengers : L'Ère d'Ultron de Joss Whedon : Ulysses Klaue
- 2015 : Star Wars, épisode VII : Le Réveil de la Force (Star Wars: Episode VII – The Force Awakens) de J. J. Abrams : suprême leader Snoke
- 2017 : La Planète des singes : La Suprématie (War for the Planet of the Apes) de Matt Reeves : César
- 2017 : Star Wars, épisode VIII : Les Derniers Jedi (Star Wars: Episode VIII – The Last Jedi) de Rian Johnson : suprême leader Snoke
- 2018 : Black Panther de Ryan Coogler : Ulysses Klaue
- 2018 : Mowgli : La Légende de la jungle (Mowgli: Legend of the Jungle) de lui-même : Baloo (voix et capture de mouvement)
- 2019 : Séduis-moi si tu peux ! (Long Shot) de Jonathan Levine : Parker Wembley
- 2019 : Star Wars, épisode IX : L'Ascension de Skywalker  (Star Wars: Episode IX – The Rise of Skywalker) de J. J. Abrams : suprême leader Snoke (voix)
- 2021 : SAS: Red Notice de Magnus Martens : George Clements
- 2022 : The Batman de Matt Reeves : Alfred Pennyworth
- 2023 : Luther : Soleil déchu (Luther: The Fallen Sun) de Jamie Payne
- 2024 : Venom: The Last Dance de Kelly Marcel : Knull

#### Courts métrages
- 1998 : Insomnia de Andrew Gunn : Harry
- 1998 : Clueless de Jonathan Karlsen : David
- 2000 : Jump de Simon Fellows : Shaun
- 2004 : Standing Room Only de Deborra-Lee Furness : Granny / Rastafarian / Hunter Jackson
- 2006 : Stingray de Neil Chordia : Stingray (voix)
- 2009 : Suicide Man de Craig Pickles : Taxi despatch (voix)
- 2013 : The Magnificent Lion Boy d'Ana Caro Sabogal : Umberto Farini
- 2015 : Monstrous Creature de Devlin Crow : Tongue (voix)

#### Télévision
- 1989 : Streetwise (série TV) : Owen
- 1989 : Morris Minor's Marvellous Motors : Sparky Plugg
- 1994 : Finney (en) (série TV) : Tom
- 1994 : Grushko (téléfilm) : Pyotr
- 1997 : Le Cheval pâle (The Pale Horse) (téléfilm) : le sergent Corrigan
- 1998 : Soupçons (The Jump) (série TV) : Steven Brunos
- 1999 : Touching Evil III (série TV) : Michael Lawler
- 1999 : Shooting the Past (téléfilm) : Styeman
- 1999 : Oliver Twist (série TV) : Bill Sikes
- 2000 : Les Mille et Une Nuits (Arabian Nights) (téléfilm) : Kasim
- 2004 : MI-5 (Spooks) (série TV) : Riff
- 2006 : Longford (téléfilm) : Ian Brady
- 2008 : Einstein et Eddington (Einstein and Eddington) (téléfilm) : Albert Einstein
- 2008 : La Petite Dorrit (Little Dorrit) (série TV) : Rigaud / Blandois
- 2010 : Accused : Liam Black (série TV S1,E4)
- 2019 : A Christmas Carol (mini-série, 3 épisodes)
- 2021 : What If...? : Ulysses Klaue (épisode 6)
- 2022 : Andor : Kino Loy (épisode 8, 9 et 10)

#### Clip
- 1996 : Woman de Neneh Cherry : un homme violent

#### Jeux vidéo
On a également utilisé la capture de mouvement pour capturer les mouvements de Andy Serkis pour les jeux vidéo :
- 2007 : Heavenly Sword (le roi Bohan) sur PS3
- 2010 : Enslaved: Odyssey to the West (Monkey) sur PS3 et Xbox 360 (Ninja Theory).
- 2017 : Planet of the Apes: Last Frontier (producteur)
- 2025 : Clair Obscur : Expedition 33 : Renoir
- 2026 : Squadron 42 : Thul'Óqquray

### Réalisateur
- 2012 : Le Hobbit : Un voyage inattendu (The Hobbit: An Unexpected Journey) de Peter Jackson (réalisateur de la 2e équipe)
- 2013 : Le Hobbit : La Désolation de Smaug (The Hobbit: The Desolation of Smaug) de Peter Jackson (réalisateur de la 2e équipe)
- 2014 : Le Hobbit : La Bataille des Cinq Armées (The Hobbit: The Battle of the Five Armies) de Peter Jackson (réalisateur de la 2e équipe)
- 2017 : Breathe
- 2018 : Mowgli : La Légende de la jungle (Mowgli: Legend of the Jungle)
- 2021 : Venom: Let There Be Carnage
- 2025 : La Ferme des animaux

### Producteur
- 2017 : Le Rituel de David Bruckner
- 2023 : Une équipe de rêve (Next Goal Wins) de Taika Waititi

## Voix francophones
En version française, Andy Serkis est notamment doublé par Jérémie Covillault qui est sa voix dans la trilogie de La Planète des singes, les œuvres de l'univers cinématographique Marvel, Séduis-moi si tu peux ! et The Batman.
Sylvain Caruso le double dans la trilogie Le Seigneur des anneaux et Le Hobbit : Un voyage inattendu. Quant à Féodor Atkine, il le double dans la troisième trilogie de Star Wars. Il est également doublé à deux reprises chacun par Patrick Béthune (King Kong et Les Aventures de Tintin : Le Secret de La Licorne), Paul Borne (30 ans sinon rien et La Petite Dorrit) et Jean Barney (Brighton Rock et A Christmas Carol).
À titre exceptionnel, Andy Serkis est doublé par Éric Etcheverry dans Le Prestige, Frédéric van den Driessche dans Cœur d'encre, Erwin Grünspan dans Cadavres à la pelle, Benoît Allemane dans La Planète des singes : Les Origines, Daniel Njo Lobé dans Mowgli : La Légende de la jungle, Julien Kramer dans SAS: Red Notice et Boris Rehlinger dans Andor.